# Pseudophilautus pardus
Espèce
Synonymes
- Philautus pardus Meegaskumbura, Manamendra-Arachchi, Schneider & Pethiyagoda, 2007

Statut de conservation UICN

 EX  : Éteint
Pseudophilautus pardus est une espèce éteinte d'amphibiens de la famille des Rhacophoridae.

## Répartition
Cette espèce était endémique du Sri Lanka. Elle a été décrite en 2007 à partir d'échantillons collectés en 1876 par Günther,.
Cette espèce est considérée comme éteinte au regard des critères de la liste rouge de l'UICN.

## Description
L'holotype de Pseudophilautus pardus est une femelle mesurant 32,1 mm.

## Étymologie
Son nom d'espèce, du grec pardus, « léopard », lui a été donné en référence à sa livrée rappelant celle du léopard, Panthera pardus.

## Publication originale
- Meegaskumbura, Manamendra-Arachchi, Schneider & Pethiyagoda, 2007 : New species amongst Sri Lanka’s extinct shrub frogs (Amphibia: Rhacophoridae: Philautus). Zootaxa, no 1397, p. 1-15 (texte intégral).